# 海西郡 (愛知縣)
海西郡為過去位於日本愛知縣西部的郡，已於1913年與海東郡合併為海部郡。
在1878年實施郡區町村編制法時的轄區包括現在的愛西市的大部分地區、彌富市的大部分地區、飛島村的全部地區，以及岐阜縣海津市東部的小部分河川地。

## 歷史
海西郡過去在令制國時代最初屬於尾張國海部郡，大約在11世紀時，海部郡以當時的善太川位置被分割為海東郡和海西郡，16世紀末由於木曾川氾濫造成河道改道，原本位於海西郡以西的木曾川此後從海西郡之中通過，造成海西郡部分區域位於木曾川之西側，1589年尾張國和美濃國重新以木曾川新的河道位置作為分界，因此海西郡位於木曾川以西的區域此後改隸屬美濃國，成為美濃國海西郡，該區域在19世紀末也隨著美濃國隸屬岐阜縣。
17世紀進入江戶時代後，尾張國海西郡的大部分區域都成為尾張藩的領地，另有小部分區域屬於尾張藩御附家老成瀨氏犬山藩的領地；19世紀末明治維新實施廢藩置縣後，原屬各藩的區域分別改隸屬名古屋縣和犬山縣，在1872年的第一次府縣整併後全部區域隸屬新整併的名古屋縣，而名古屋縣在四個月後更名為愛知縣。
1878年愛知縣實施郡區町村編製法時，正式設置近代的行政區劃「海西郡」，並在海東郡津島村（位於現在的津島市）設置「海東海西郡役所」，同時負責管理海東郡和海西郡。

### 沿革

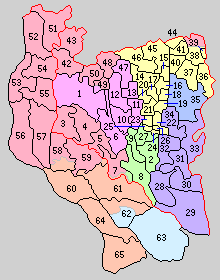
1889年海西郡轄下的行政區劃：
51.開治村、52.八輪村、53.六和村、54.早尾村、55.五會村、56.立和村、57.川治村、58.市腋村、59.東市江村、60.彌富村、61.十四山村、62.寶地村、63.飛島村、64.大藤村、65.兩國村
（紅色：現屬愛西市、橙色：現屬彌富市、水藍色：現屬飛島村、1 - 50屬於海東郡）

- 1889年10月1日：實施町村制，海西郡下設：開治村（日语：開治村）、八輪村（日语：八輪村）、六和村（日语：六ツ和村）、早尾村、五會村（日语：五会村）、立和村（日语：立和村）、川治村（日语：川治村 (愛知県)）、市腋村（日语：市腋村）、東市江村（日语：東市江村）、彌富村、十四山村（日语：十四山村）、寶地村（日语：宝地村）、飛島村、大藤村（日语：大藤村 (愛知県)）、兩國村（日语：両国村）。（15村）
- 1891年4月1日：實施郡制（日语：郡制）。[6]
- 1903年8月26日：彌富村改制為彌富町。[7]（1町14村）
- 1906年7月1日：（1町6村）
  - 開治村、八輪村和六和村的部分地區合併為八開村（日语：八開村）。
  - 六和村的其餘地區和五會村、早尾村、立和村、川治村合併為立田村（日语：立田村 (愛知県)）。
  - 大藤村、兩國村和彌富町的部分地區合併為鍋田村（日语：鍋田村）。
  - 彌富町的其餘地區、十四山村的鎌倉新田地區、市腋村的部分地區合併為合併為新設立的彌富町。
  - 市腋村的其他地區、東市江村和十四山村的部分地區合併為市江村（日语：市江村）。
  - 十四山村的其他地區和寶地村的部分地區合併為新設立的十四山村（日语：十四山村）。
  - 飛島村和寶地村的其他地區合併為新設立的飛島村。
- 1913年7月1日：海西郡和海東郡合併為海部郡。